# Hr. Ms. De Ruyter (1935)
Lo Hr. Ms. De Ruyter fu un incrociatore leggero della Koninklijke Marine, unico della sua classe, entrato in servizio nell'ottobre del 1936; partecipò alla seconda guerra mondiale, finendo affondato nella notte tra il 27 ed il 28 febbraio 1942 durante la battaglia del Mare di Giava, dopo essere stato colpito da unità navali giapponesi.

## Storia
Impostata il 16 settembre 1933 nei cantieri Wilton-Fijenoord di Rotterdam, la nave fu varata l'11 maggio 1935 con il nome di De Ruyter in onore dell'ammiraglio olandese Michiel de Ruyter; l'incrociatore entrò poi in servizio il 3 ottobre 1936 ed il 12 gennaio 1937 salpò alla volta delle Indie orientali olandesi, dove assunse il ruolo di nave ammiraglia della locale squadra navale della Koninklijke Marine.
L'incrociatore trascorse diversi mesi in operazioni di pattugliamento e scorta ai convogli, fino a che l'8 dicembre 1941 il Giappone non dichiarò guerra ai Paesi Bassi; il 4 febbraio la nave prese parte, inserita in una squadra navale mista olandese-americana sotto il comando dello schout-bij-nacht Karel Doorman, alla battaglia dello Stretto di Makassar contro i giapponesi, subendo lievi danni dagli attacchi aerei nemici ed abbattendo un bombardiere, mentre nella notte del 19 febbraio seguente partecipò alla battaglia dello Stretto di Badung senza riportare danni.
Nel pomeriggio del 27 febbraio 1942 Doorman lasciò il porto di Soerabaja con il De Ruyter, gli incrociatori Hr. Ms. Java (olandese) e USS Houston (americano) e sette cacciatorpediniere, nel tentativo di intercettare i convogli di truppe giapponesi diretti sull'isola di Giava; dopo alcuni scontri preliminari, intorno alle 22:00 la squadra Alleata incappò nella scorta giapponese, dando avvio ad un serrato combattimento. Gli incrociatori pesanti giapponesi Nachi e Haguro attaccarono le navi alleate, ed intorno alle 23:30 il De Ruyter fu colpito sul lato di dritta da due siluri lanciati dall'Haguro: si sviluppò un vasto incendio a causa della rottura dei serbatoi di carburante, provocando l'esplosione del deposito delle munizioni dei cannoni antiaerei; completamente in fiamme la nave fu abbandonata dall'equipaggio ed intorno alle 2:30 del 28 febbraio si inabissò. Nell'affondamento perirono 345 membri dell'equipaggio, compreso il contrammiraglio Doorman.
Il 1º dicembre 2005 una spedizione oceanografica rinvenne il relitto del De Ruyter nel punto dove affondò, posato sul fondale ad una profondità di 69 metri e fortemente inclinato sul lato di dritta.